# 석탑조이기
석탑조이기는 수상전의 고급 기술로, 상대의 모양을 돌탑 형태로 만들고 먹여쳐서 조이는(압박하는) 수법이다.